# Croix en fer d'Ercé
La croix en fer d'Ercé est une croix monumentale située dans la commune d'Ercé, dans le département de l'Ariège, en France.

## Situation
L'édifice se trouve au Nord-Ouest de l'église Notre-Dame-de-l'Assomption d'Ercé. 

## Description
La croix est en fer forgé, constituée de trois fers parallèle réunis par de petites traverses horizontales. Elle est surmontée d'un coq.
La croix est inscrite au titre des monuments historiques par arrêté du 11 septembre 1964. 

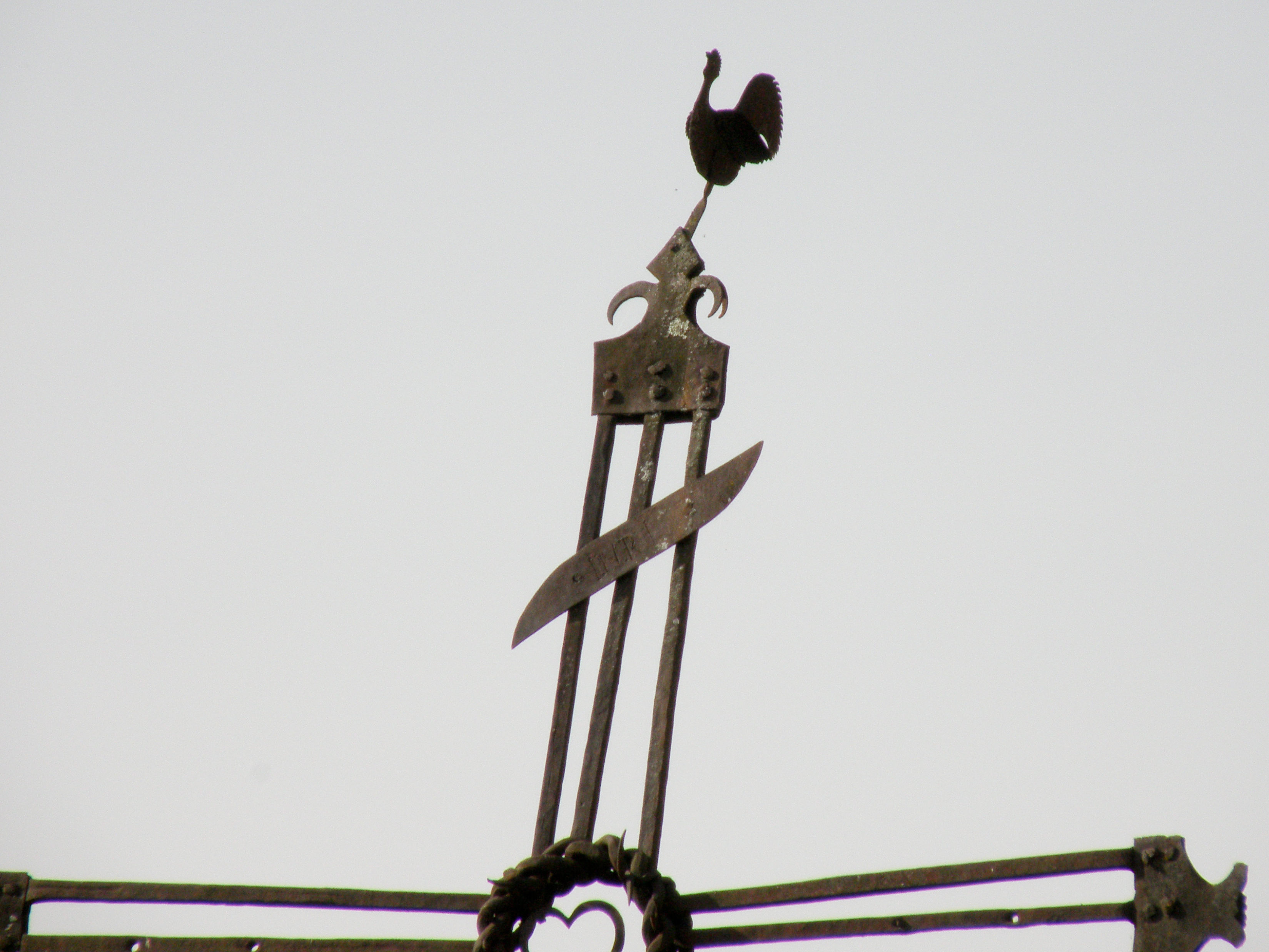
Détail du coq au sommet de la croix.
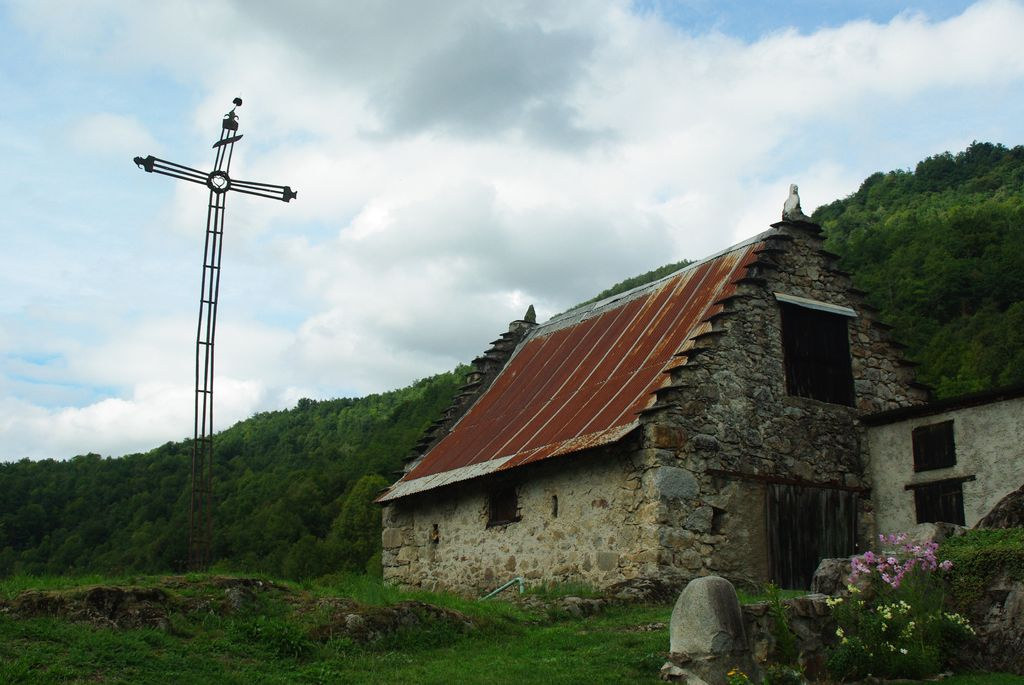
La croix et une étable-grange avec pignons à redents.